# Magyarnándor
Magyarnándor is een plaats (község) en gemeente in het Hongaarse comitaat Nógrád. Magyarnándor telt 1205 inwoners (2001).